# Градска (Црна Трава)
Градска је насеље у Србији у општини Црна Трава у Јабланичком округу. Према попису из 2022. било је 170 становника.

## Прошлост
Место је 1879. године било у Власотиначком срезу. Ту је записано 34 куће са 160 душа, од којих нико није писмен, а број пореских глава износи 63.

## Настанак села и порекло становништва
На крајњем изданку косе између Вигњишта и Мале Градске, постоји узвишење и на њему зидине у виду бетонских утврђења. Народ ово место назива Римски град.
Легенда каже да су овај град у далекој прошлости подигли и у њему живели Латини. Задржали су се овде дуже време и некако састављали крај с крајем, али посебне тешкоће им је причињавао недостатак пијаће воде. Зато су морали да прокопају канал и воду доводе из плане (планина која дели Градску од ужи део Црне Траве).
Једнога дана како се то у легенди наводи, наиђу неки освајачи и нападну град. Али сви напади су остали беспомоћни. Град се није дао освојити. У међувремену нека баба научи освајаче да се послуже лукавством. Посаветује их да добро назобе магаре, па кад ожедни да га пусте горе у Плану да тражи воду. Тако и учине. Жедно магаре пронађе воду у планини и напије се. Али том приликом освајачи поруше канал и Латине оставе без воде, који због жеђи нису могли дуже издржати у граду, те их непријатељ лако победи и уништи.
За овај град (Римски-Латински) код Орашачке Чуке није везано само порекло имена Градске, већи и многе друге анегдоте и легенде као на пример постоји прича да су Римљани (Латини) са једне стране дубодолине, од Орашачке долине прелазили на другу до Бранкове Чуке, помоћу дебелог и дугачког платна.
Постоји и једно друго предање о имену овог села. Пошто је његов средишњи део био густо насељен, а куће збијене на малом простору („цело село било укуп“), то је насеље давало изглед малога града- отуда данашњи назив Градска.
Што се тиче насељавања Градске држи се да су преци данашњег становништва населили село 1706. године када је куга („чума“) харала у Македонији и овде, или 1764.године када је куга-„чума“ харала у свету и овде допрла. У Црној Трави је било десетковано становништво Бисинске Махале. Стога њени становници одлуче да беже од „проклетог места“. Бежали су у три правца и што даље да их „чума не види и по њих пође“. По схаватању тадашњих становника од „чуме не страдају само при прелазу реке“. Стога су желели да што више долина и река прођу. Једни одоше и настанише у Градску (Бисини), друга група у Ново Село (Грделичка клисура), а трећа група настани Батановце (Толевите, централни део села Црне Траве).

## Демографија
У насељу Градска живи 276 пунолетних становника, а просечна старост становништва износи 44,1 година (39,7 код мушкараца и 49,2 код жена). У насељу има 119 домаћинстава, а просечан број чланова по домаћинству је 2,83.
Ово насеље је великим делом насељено Србима (према попису из 2002. године), а у последња три пописа, примећен је пад у броју становника.
|  |

| Демографија | Демографија | Демографија |
| Година      | Становника  | Становника  |
| ----------- | ----------- | ----------- |
| 1948.       | 738         |             |
| 1953.       | 755         |             |
| 1961.       | 867         |             |
| 1971.       | 837         |             |
| 1981.       | 638         |             |
| 1991.       | 434         | 432         |
| 2002.       | 337         | 341         |
| 2011.       | 255         |             |
| 2022.       | 170         |             |

| Етнички састав према попису из 2002.‍ | Етнички састав према попису из 2002.‍ | Етнички састав према попису из 2002.‍ | Етнички састав према попису из 2002.‍ | Етнички састав према попису из 2002.‍ |
| ------------------------------------ | ------------------------------------ | ------------------------------------ | ------------------------------------ | ------------------------------------ |
|                                      |                                      |                                      |                                      |                                      |
| Срби                                 | Срби                                 |                                      | 335                                  | 99,40%                               |
| Бугари                               | Бугари                               |                                      | 2                                    | 0,59%                                |

| Година пописа     | 1948. | 1953. | 1961. | 1971. | 1981. | 1991. | 2002. |
| ----------------- | ----- | ----- | ----- | ----- | ----- | ----- | ----- |
| Број домаћинстава | 106   | 107   | 146   | 178   | 165   | 130   | 119   |

| Број чланова      | 1  | 2  | 3  | 4  | 5 | 6 | 7 | 8 | 9 | 10 и више | Просек |
| ----------------- | -- | -- | -- | -- | - | - | - | - | - | --------- | ------ |
| Број домаћинстава | 23 | 42 | 15 | 22 | 9 | 4 | 4 | 0 | 0 | 0         | 2,83   |

| Пол    | Укупно | Неожењен/Неудата | Ожењен/Удата | Удовац/Удовица | Разведен/Разведена | Непознато |
| ------ | ------ | ---------------- | ------------ | -------------- | ------------------ | --------- |
| Мушки  | 151    | 59               | 86           | 5              | 1                  | 0         |
| Женски | 146    | 31               | 88           | 25             | 2                  | 0         |
| УКУПНО | 297    | 90               | 174          | 30             | 3                  | 0         |

| Пол    | Укупно                    | Пољопривреда, лов и шумарство | Рибарство                            | Вађење руде и камена | Прерађивачка индустрија       |
| ------ | ------------------------- | ----------------------------- | ------------------------------------ | -------------------- | ----------------------------- |
| Мушки  | 68                        | 15                            | 0                                    | 0                    | 5                             |
| Женски | 21                        | 11                            | 0                                    | 0                    | 3                             |
| УКУПНО | 89                        | 26                            | 0                                    | 0                    | 8                             |
| Пол    | Производња и снабдевање   | Грађевинарство                | Трговина                             | Хотели и ресторани   | Саобраћај, складиштење и везе |
| Мушки  | 1                         | 32                            | 4                                    | 2                    | 1                             |
| Женски | 0                         | 0                             | 1                                    | 1                    | 0                             |
| УКУПНО | 1                         | 32                            | 5                                    | 3                    | 1                             |
| Пол    | Финансијско посредовање   | Некретнине                    | Државна управа и одбрана             | Образовање           | Здравствени и социјални рад   |
| Мушки  | 0                         | 0                             | 4                                    | 2                    | 2                             |
| Женски | 0                         | 0                             | 0                                    | 4                    | 1                             |
| УКУПНО | 0                         | 0                             | 4                                    | 6                    | 3                             |
| Пол    | Остале услужне активности | Приватна домаћинства          | Екстериторијалне организације и тела | Непознато            | Непознато                     |
| Мушки  | 0                         | 0                             | 0                                    | 0                    | 0                             |
| Женски | 0                         | 0                             | 0                                    | 0                    | 0                             |
| УКУПНО | 0                         | 0                             | 0                                    | 0                    | 0                             |